# Hebella crateroides
Hebella crateroides är en nässeldjursart som beskrevs av James Cunningham Ritchie 1909. Hebella crateroides ingår i släktet Hebella och familjen Hebellidae. Inga underarter finns listade i Catalogue of Life.